# Charles Amable Lenoir
Charles Amable Lenoir (Châtelaillon, 22 ottobre 1860 – Parigi, 1º agosto 1926) è stato un pittore francese.

## Biografia
Charles Amable Lenoir nacque a Châtellaillon, cittadina nei pressi di La Rochelle, da una famiglia di assai modesta condizione: il padre era doganiere e la madre faceva la sarta. Quando il padre fu trasferito a Fouras tutta la famiglia lo seguì.
Consapevole che non sarebbe mai stato aiutato economicamente dai suoi per diventare un pittore, Lenoir decise di intraprendere, almeno provvisoriamente, la carriera di insegnante. Fece pertanto i suoi studi a La Rochelle e fu assunto come docente in un liceo di Rochefort. Ma non abbandonò mai il suo sogno di diventare un artista.
Per questo, messa da parte una piccola somma, nel 1883 partì per Parigi e si iscrisse alla Scuola di Belle arti. Fu così allievo di William Bouguereau e di Tony Robert-Fleury
Debuttò nel 1887 al Salon de Paris e, come tutti gli aspiranti artisti dell'epoca, tentò di vincere il prestigioso Prix de Rome. Giunse per quattro volte alla fase finale del concorso e infine ottenne il Secondo Prix de Rome una prima volta nel 1889 con il quadro Jésus guérit le paralytique e una seconda volta, l'anno seguente, con l'opera Le reniement de saint Pierre.
Nel 1900 il suo quadro Le Calme (La calma), ritratto della sua ventunenne moglie Eugenia Lucchesi, fu premiato al Salon con una medaglia di bronzo. Sempre al Salon Lenoir ricevette altri riconoscimenti: nel 1902 una medaglia di terza classe per Le Grenier à Vingt-Ans, e nel 1906 una medaglia di seconda classe per l'opera La mort de Sappho.
Lenoir acquistò una casa a Fouras e vi trascorse tutti i periodi estivi, finché vi morì, forse il primo agosto del 1926 e fu sepolto nel cimitero locale.
Nel 1937 il Comune, per commemorarlo, gli eresse un monumento che ancor oggi è presente.
Charles Lenoir fu un pittore realista, saldo nella tradizione accademica di Bouguereau. Dipinse con mano sapiente ritratti realisti venati di tardo romanticismo, ma anche scene mitologiche e religiose.

## Galleria d'immagini

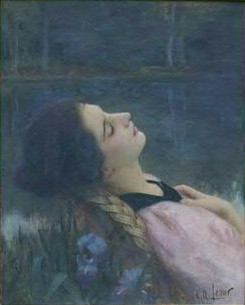
La calma
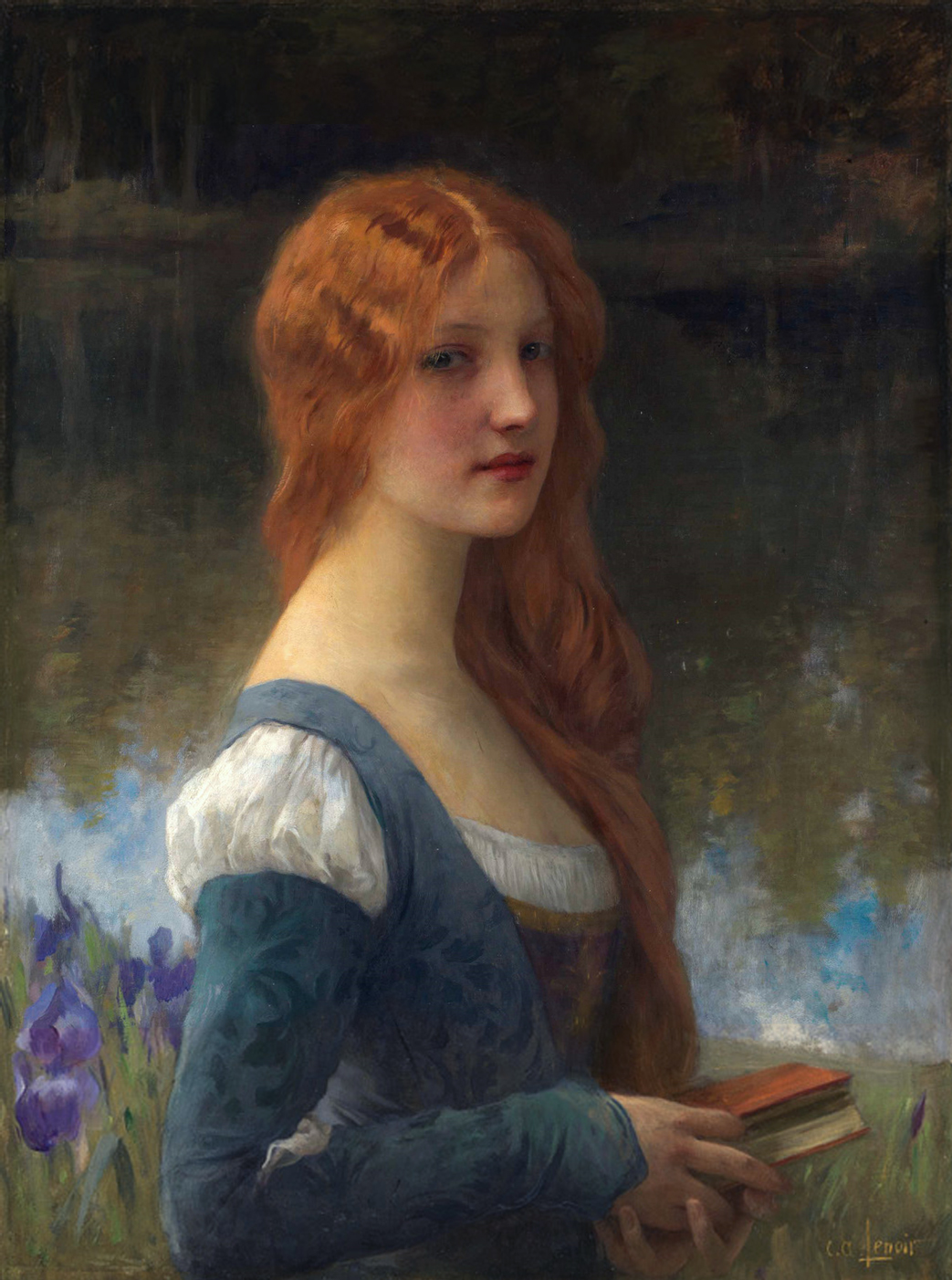
Alla ricerca del tempo perduto
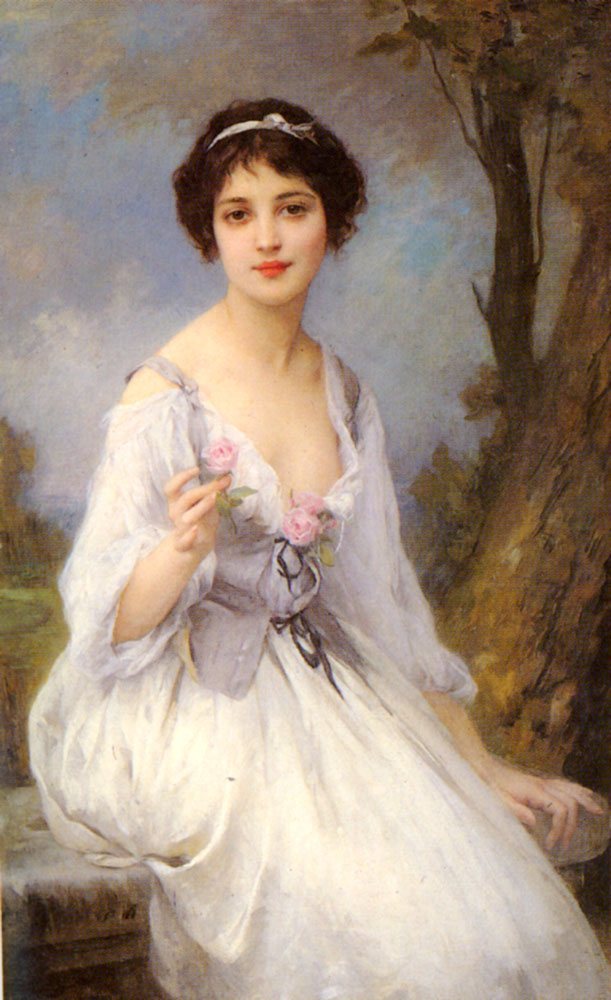
La rosa
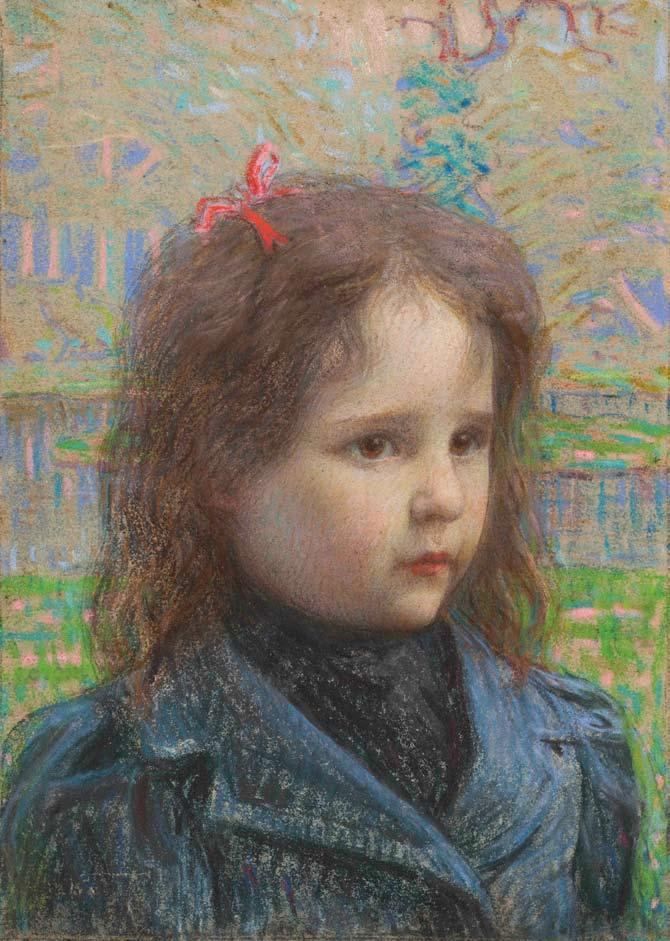
Andreina Lenoir
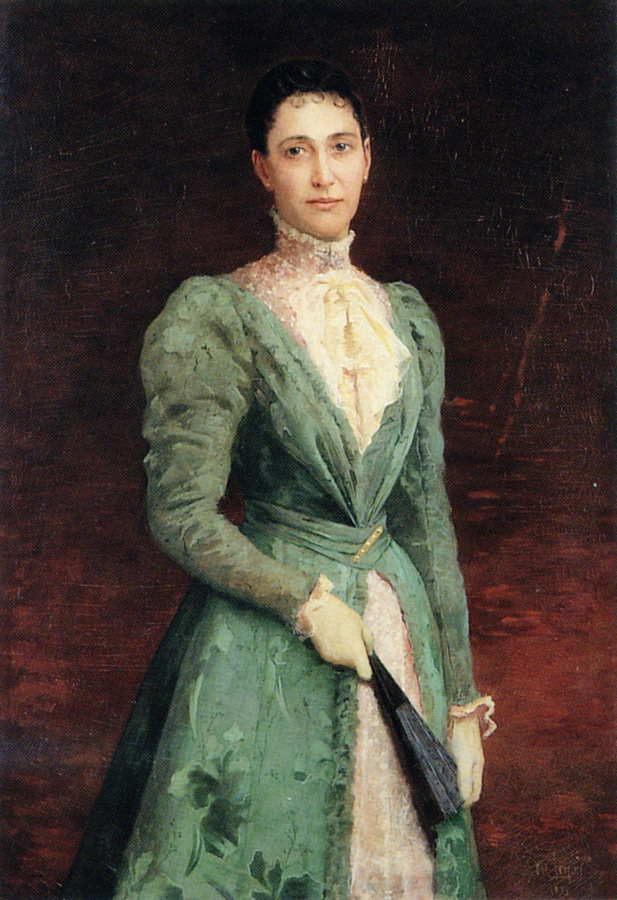
Elizabeth Gardner Bouguereau
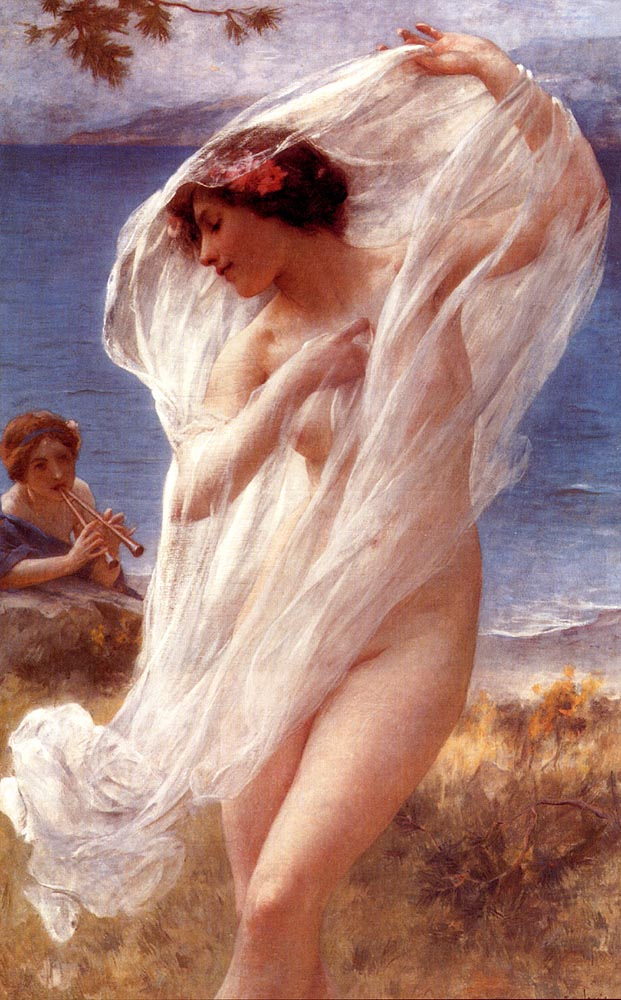
Danza presso il mare
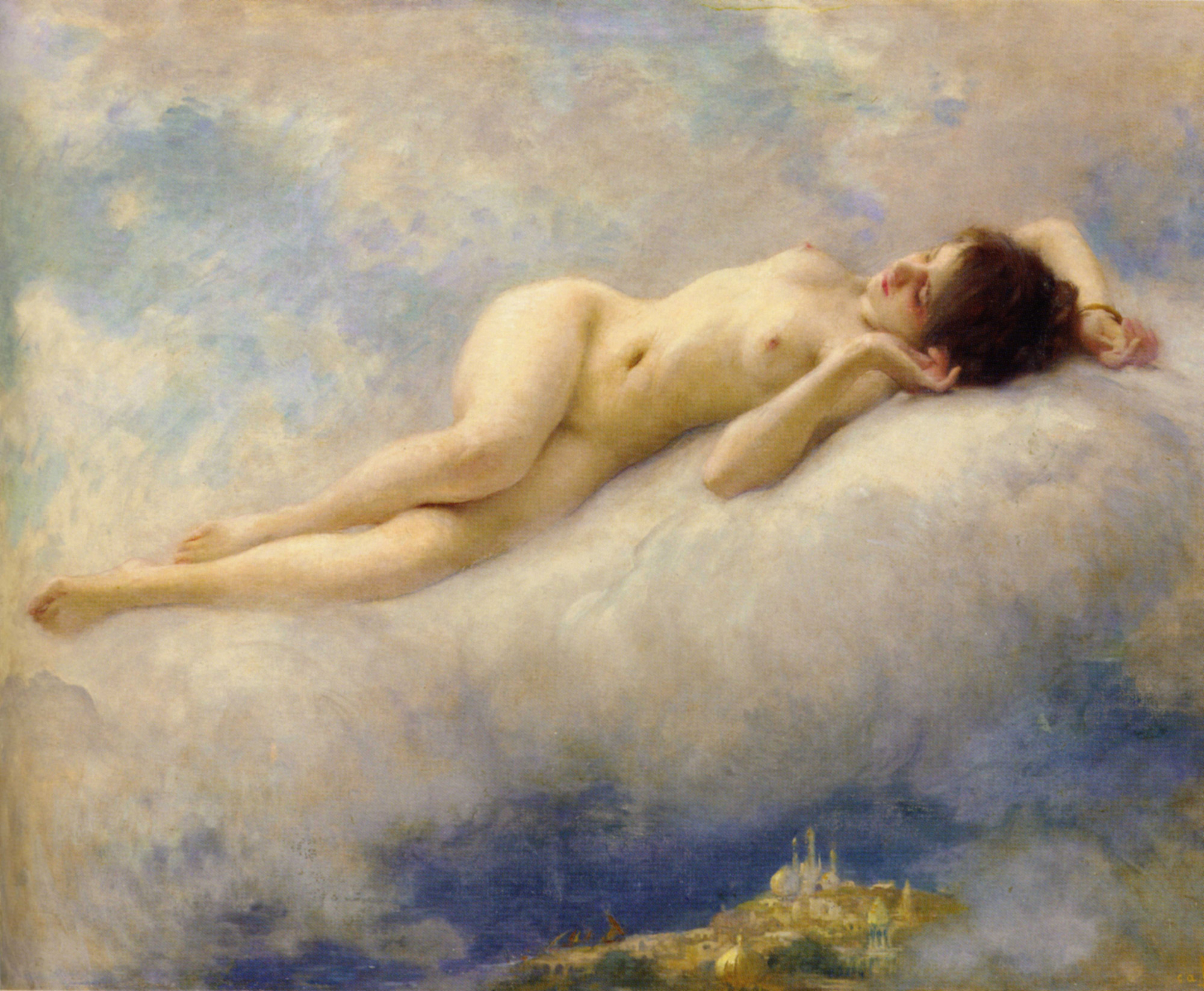
Sogno d'oriente

## Voci correlate

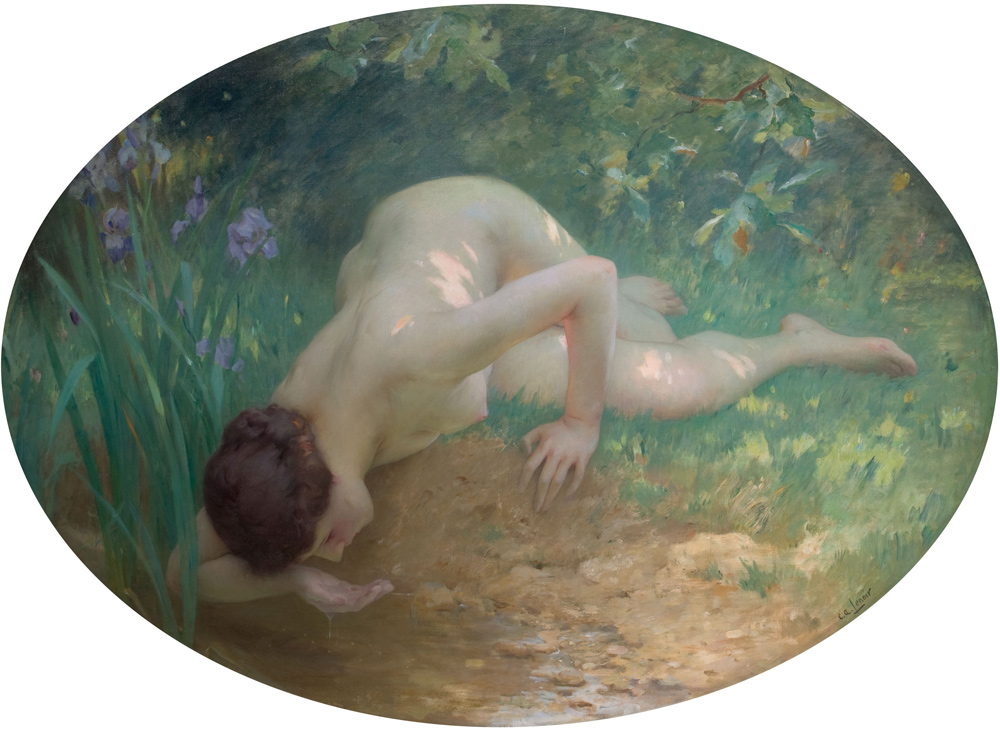
Bagnante